# أدريان شيبرد
أدريان شيبرد (بالإنجليزية: Adrian Shepherd)‏ هو موزع بريطاني، ولد في 7 أبريل 1939، وتوفي في 24 يوليو 2013.

## وصلات خارجية
- أدريان شيبرد على موقع ميوزك برينز (الإنجليزية)
- أدريان شيبرد على موقع أول ميوزيك (الإنجليزية)
- أدريان شيبرد على موقع ديسكوغز (الإنجليزية)